# Есенбаев, Зият Исламович
Зият Исламович Есенбаев — советский хозяйственный, государственный и политический деятель киргизского происхождения, участник Великой Отечественной войны. Заслуженный работник культуры Республики Узбекистан.

## Биография
Родился 21 июня 1921 года в селе Дурмень Орджоникидзевского района Ташкентской области. Член КПСС с декабря 1942 года (№ 5157001).
С 1938 года — на хозяйственной, общественной и политической работе. В 1938—1984 гг. — литсотрудник, заведующий с.-х. отделом газеты «Ленин юлы», участник освободительного похода в Западную Белоруссию, Великой Отечественной войны (с июня 1941 года) и советско-японской войны, пропагандист Ташкентского обкома КПУз, заместитель заведующего отделом партийной жизни, заведующий сельхозотделом, ответственный секретарь, замредактора газеты «Кизил Узбекистон», редактор Ташкентской областной газеты «Тошкент хакикати», редактор республиканской газеты «Кизил Узбекистон», председатель Государственного комитета Узбекской ССР по делам издательств, полиграфии и книжной торговли. С 1984 года был заместителем главного редактора журнала «Мухбир» («Корреспондент»), а в последние годы – правления Фонда поддержки печати Узбекистана и журнала «Узбекистон матбуоти» («Пресса Узбекистана»).
Секретарь правления Союза журналистов СССР, председатель правления Союза журналистов Узбекской ССР.
Избирался депутатом Верховного Совета Узбекской ССР 6-10-го созывов.
В армии служил наводчиком гаубицы 23-й стрелковой дивизии, старшим писарем штаба артиллерии 257-й стрелковой дивизии, старшиной взвода управления, командиром отделения разведки взвода управления 91-й гвардейской стрелковой дивизии. Капитан.
Умер после 10 августа 2009 года в результате болезни, вследствие полученного перелома.